# Априё
Апприё (фр. Apprieu) — коммуна во Франции, находится в регионе Рона — Альпы. Департамент коммуны — Изер. Входит в состав кантона Кантон-дю-Гран-Лем. Округ коммуны — Ла-Тур-дю-Пен.
Код INSEE — 38013. Население коммуны на 2006 год составляло 2926 человек. Населённый пункт находится на высоте от 371 до 773 метров над уровнем моря. Муниципалитет расположен на расстоянии около 460 км юго-восточнее Парижа, 65 км юго-восточнее Лиона, 30 км северо-западнее Гренобля. Мэр коммуны — M. Georges Ferreri, мандат действует на протяжении 2008—2014 годов.
Динамика населения (INSEE):